# مهمانسرای بوعلی
مهمانسرای بوعلی مربوط به اوایل دوره پهلوی است و در همدان، خیابان فرهنگ، جنب ساختمان عمارت سوخته واقع شده و این اثر در تاریخ ۱۱ شهریور ۱۳۸۲ با شمارهٔ ثبت ۹۸۷۱ به‌عنوان یکی از آثار ملی ایران به ثبت رسیده است.